# Premna corymbosa
Premna corymbosa là một loài thực vật có hoa trong họ Hoa môi. Loài này được Rottler & Willd. miêu tả khoa học đầu tiên năm 1803.